# Dallas Mavericks
Dallas Mavericks – amerykański klub koszykarski, mający siedzibę w Dallas, w stanie Teksas. Występują w Dywizji Południowo-zachodniej, Konferencji Zachodniej w National Basketball Association (NBA). Domowe spotkania Mavericks rozgrywają w American Airlines Center.

## Historia
Po przenosinach do San Antonio, grającej w lidze ABA drużyny Chaparrals (która później przekształciła się w San Antonio Spurs), w Dallas przez kilka lat nie było zawodowej koszykówki. Ale już w 1979 tutejszy biznesmen Don Carter założył nowy zespół. Po wybraniu westernowej nazwy „Mavericks” (Renegaci), zespół zadebiutował w lidze w sezonie 1980-1981, a pierwszym trenerem został Dick Motta. W pierwszym roku Mavs wygrali jedynie 15 meczów, ale z każdym rokiem notowali postęp. Po raz pierwszy dodatni bilans (43-39) zanotowali w 1984, debiutując w fazie play-off, gdzie skończyli na drugiej rundzie. Trzon drużyny stanowili wtedy: Rolando Blackman, Mark Aguirre, Derek Harper, Sam Perkins i Detlef Schrempf. Po pozyskaniu dodatkowo znakomitego obrońcy Roya Tarpleya przez następnych kilka lat zespół odnosił sukcesy, których ukoronowaniem był tytuł mistrza Dywizji w 1987 i występ w finale Konferencji w następnym roku. W tym samym roku Tarpley otrzymał tytuł najlepszego rezerwowego ligi.
Od tej pory jednak nastąpił regres. Tarpley wdał się w problemy z narkotykami, a Aguirre, Perkins i Schrempf zostali sprzedani. Zespół w latach 90. stał się czerwoną latarnią ligi. Zaledwie rok po uzyskaniu znakomitego wyniku 47-35 w sezonie 1989-1990 zespół stoczył się do bilansu 28-54. Później było jeszcze gorzej – 22-60 w 1992 i 11-71 w 1993 (drugi najgorszy wynik w historii ligi). Udane wybory w draftach w następnych latach przyniosły młodych, przebojowych zawodników – Jima Jacksona, Jamala Mashburna i w końcu Jasona Kida w 1994. Trio „The Tree Js” w połowie lat 90. znacząco zmieniło oblicze zespołu – w sezonie 1995-1996 drużyna wygrała dwukrotnie więcej spotkań niż w poprzednim. Był to jednak krótkotrwały zryw. Mimo znakomitej gry Kidda (w 1995 Rookie of the Year, w 1996 pierwszy występ zawodnika Mavericks w Meczu Gwiazd) i Jacksona, brak wsparcia ze strony pozostałych graczy spowodował ponowny spadek. Don Carter zdecydował wtedy o sprzedaży zespołu grupie inwestorów, z synem słynnego Rossa Perota na czele.
Nowi właściciele wprowadzili duże zmiany. Jason Kidd został wymieniony m.in. za Michaela Finleya, a generalnym menedżerem mianowano Dona Nelsona. Nelson dokonał serii wielkich wymian, które zupełnie zmieniły oblicze zespołu, choć niekoniecznie na lepsze. Dopiero dwa udane nabytki – zdobyty w drafcie 1998 Dirk Nowitzki i kupiony z Phoenix Suns Steve Nash – przyniosły wreszcie zdecydowaną zmianę na lepsze. Po dziesięciu latach w sezonie 1999-2000 zespół osiągnął dodatni bilans w sezonie zasadniczym. Inna wielka zmiana, która zaszła w nowym millenium to kolejny właściciel, którym został dynamiczny biznesmen i wielki fan koszykówki Mark Cuban. Cuban zasłynął zwłaszcza niekonwencjonalną polityką transferową, zatrudniając masę nowych zawodników, nie licząc się z kosztami i ograniczeniami ligi.
Sezony nowego tysiąclecia przynosiły zespołowi coraz lepsze wyniki sezonów zasadniczych, lecz drużyna szybko odpadała z play-offów. Dopiero rok 2003, zakończony rekordowym bilansem 60-22, przyniósł występ w finałach Konferencji, przegranych z San Antonio Spurs. Cuban cały czas dokonywał wielkich zmian, zostawiając tylko trzon Finley-Nowitzki-Nash. W końcu w 2005 drużynę opuścili dwaj wielcy zawodnicy, najpierw odszedł Steve Nash, a potem Michael Finley. Także Dona Nelsona na stanowisku trenera zastąpił mistrz NBA, Avery Johnson. Nowy trener znacząco wzmocnił defensywę, czego efektem był pierwszy w historii występ w finałach NBA 2006 i nagroda Trenera Roku dla Johnsona.
Rok 2007, mimo kolejnego rekordu w sezonie zasadniczym – 67-15 (szósty najlepszy w historii NBA) i tytułu MVP dla Dirka Nowitzkiego, przyniósł klęskę w pierwszej rundzie fazy pucharowej. 2008, mimo powrotu do drużyny Jasona Kidda, to znów porażka w pierwszej rundzie play-off i w efekcie zwolnienie Avery Johnsona.
W sezonie 2010/2011 drużyna Mavericks zdobyła po raz pierwszy w swojej historii tytuł mistrza NBA, zwyciężając w finale Miami Heat.
W sezonie 2023/2024 Mavs z awansem do finału, z 5. miejsce na Zachodzie.

## Zawodnicy

### Kadra w sezonie 2023/24
Stan na 6 marca 2024
| Nr | Poz. | Nar.              | Nazwisko i imię          | Data urodzenia | Wzrost           | Masa ciała |
| -- | ---- | ----------------- | ------------------------ | -------------- | ---------------- | ---------- |
| 13 | F    | Stany Zjednoczone | Brown, Greg              | 2001-09-01     | 201 cm           | 93 kg      |
| 3  | C/F  | Stany Zjednoczone | Davis, Anthony           | 1993-03-11     | 208 lwaga=115 cm |            |
| 0  | G    | Australia         | Exum, Dante              | 1995-07-13     | 196 cm           | 97 kg      |
| 3  | F    | Stany Zjednoczone | Fudge, Alex              | 2003-06-05     | 203 cm           | 91 kg      |
| 21 | C/F  | Stany Zjednoczone | Gafford, Daniel          | 1998-10-01     | 208 cm           | 106 kg     |
| 8  | G/F  | Australia         | Green, Josh              | 2000-11-16     | 196 cm           | 91 kg      |
| 10 | G/F  | Stany Zjednoczone | Hardaway Jr., Tim        | 1992-03-16     | 196 cm           | 93 kg      |
| 1  | G    | Stany Zjednoczone | Hardy, Jaden             | 2002-07-05     | 191 cm           | 90 kg      |
| 11 | G    | Stany Zjednoczone | Irving, Kyrie            | 1992-03-23     | 188 cm           | 88 kg      |
| 55 | F    | Stany Zjednoczone | Jones, Derrick           | 1997-02-15     | 198 cm           | 95 kg      |
| 42 | F    | Niemcy            | Kleber, Maxi             | 1992-01-29     | 208 cm           | 109 kg     |
| 9  | G    | Kanada            | Lawson, A.J.             | 2000-07-15     | 198 cm           | 81 kg      |
| 2  | C    | Stany Zjednoczone | Lively, Dereck           | 2004-02-12     | 216 cm           | 104 kg     |
| 88 | F    | Stany Zjednoczone | Morris, Markieff         | 1989-09-02     | 206 cm           | 111 kg     |
| 7  | C/F  | Kanada            | Powell, Dwight           | 1991-07-20     | 208 cm           | 109 kg     |
| 18 | F    | Kanada            | Prosper, Olivier-Maxence | 2002-07-03     | 201 cm           | 104 kg     |
| 25 | F    | Stany Zjednoczone | Washington, P.J.         | 1998-08-23     | 201 cm           | 104 kg     |
| 00 | G    | Stany Zjednoczone | Williams, Brandon        | 1999-11-22     | 188 cm           | 86 kg      |

Trener:  Jason Kidd
 Asystenci: Darrell Armstrong • Josh Broghamer • Jared Dudley • Eric Hughes • Alex Jensen • Marko Milič • God Shammgod • Sean Sweeney • Keith Veney

### Międzynarodowe prawa
| Draft | Runda | Wybór | Zawodnik          | Poz. | Nar.      | Obecny zespół                  | Adnotacje                                      | Przyp. |
| ----- | ----- | ----- | ----------------- | ---- | --------- | ------------------------------ | ---------------------------------------------- | ------ |
| 2015  | 2     | 52    | Satnam Singh      | C    | Indie     | Wolny agent                    |                                                | [ 3 ]  |
| 2007  | 1     | 30    | Petteri Koponen   | G    | Finlandia | FC Barcelona Lassa (Hiszpania) | Pozyskany od Philadelphia 76ers (via Portland) | [ 4 ]  |
| 2007  | 2     | 39    | Stanko Barać      | C    | Chorwacja | Wolny agent                    | Pozyskany od Indiana Pacers (via Portland)     | [ 5 ]  |
| 2007  | 2     | 50    | Renaldas Seibutis | G    | Litwa     | KK Neptūnas (Litwa)            |                                                | [ 6 ]  |

## Trenerzy
| - Dick Motta 1980–1987 - John MacLeod 1987–1989 - Richie Adubato 1989–1992 - Gar Heard 1992–1993 - Quinn Buckner 1993–1994 - Dick Motta 1994–1996 |  | - Jim Cleamons 1996–1997 - Don Nelson 1997–2005 - Avery Johnson 2005–2008 - Rick Carlisle 2008–2021 - Jason Kidd 2021-obecnie |

## Zastrzeżone numery
Po śmierci byłego koszykarza Los Angeles Lakers, Kobe’go Bryanta w 26 stycznia 2020 roku, właściciel Mark Cuban ogłosił, że drużyna nie wyda swoim graczom koszulki z numerem 24 na cześć Bryanta.
| Dallas Mavericks zastrzeżone numery |                  |         |           |                   |
| Nr                                  | Imię i nazwisko  | Pozycja | Lata gry  | Data ceremonii    |
| 12                                  | Derek Harper     | PG      | 1980–1992 | 7 stycznia 2018   |
| 15                                  | Brad Davis       | PG      | 1980–1992 | 14 listopada 1992 |
| 22                                  | Rolando Blackman | SG      | 1981–1992 | 11 marca 2000     |
| 41                                  | Dirk Nowitzki    | PF      | 1998-2019 | 5 stycznia 2022   |

### Włączeni do Koszykarskiej Galerii Sławy
- 2 Alex English
- 4 Adrian Dantley
- 70 Dennis Rodman
- 5 / 2 Jason Kidd
- 13 Steve Nash
- trener Don Nelson

## Statystyczni liderzy NBA
Liderzy w blokach
- Shawn Bradley – 1997

Liderzy w skuteczności rzutów za 3 punkty
- Hubert Davis – 2000

## Nagrody i wyróżnienia

### Sezon
MVP Sezonu
- Dirk Nowitzki – 2007

MVP Finałów NBA
- Dirk Nowitzki – 2011

Debiutant Roku
- Jason Kidd – 1995
- Luka Dončić – 2019

Trener Roku
- Avery Johnson – 2006

Rezerwowy sezonu
- Roy Tarpley – 1988
- Antawn Jamison – 2004
- Jason Terry – 2009

NBA Sportsmanship Award
- Jason Kidd – 2012

J. Walter Kennedy Citizenship Award
- José Juan Barea – 2018

I skład NBA
- Dirk Nowitzki – 2005, 2006, 2007, 2009
- Luka Dončić – 2020, 2021, 2022, 2023

II skład NBA
- Dirk Nowitzki – 2002, 2003, 2008, 2010, 2011

III skład NBA
- Dirk Nowitzki – 2001, 2004, 2012
- Steve Nash – 2002, 2003

II skład defensywny NBA
- Derek Harper – 1987, 1990
- Tyson Chandler – 2011

I skład debiutantów NBA
- Jay Vincent – 1982
- Sam Perkins – 1984
- Roy Tarpley – 1987
- Jamal Mashburn – 1994
- Jason Kidd – 1995
- Luka Dončić – 2019

II składu debiutantów NBA
- Josh Howard – 2004
- Marquis Daniels – 2004
- Yogi Ferrell – 2017
- Dennis Smith – 2018

### All-Star Weekend
Nominowani do All-Star Game

- Mark Aguirre – 1984, 1987, 1988
- Rolando Blackman – 1985, 1986, 1987, 1990
- James Donaldson – 1988
- Jason Kidd – 1996, 2010
- Chris Gatling – 1997

- Michael Finley – 2000, 2001
- Steve Nash – 2002, 2003
- Dirk Nowitzki – 2002–2012, 2014, 2015, 2019
- Josh Howard – 2007
- Luka Dončić – 2020–2024

Uczestnicy Rookie Challenge
- Jamal Mashburn – 1994
- Popeye Jones – 1994
- Jason Kidd – 1995
- Samaki Walker – 1997^
- Dirk Nowitzki – 2000
- Josh Howard – 2004, 2005
- Devin Harris – 2005, 2006
- Dwight Powell – 2016
- Dennis Smith – 2018
- Luka Dončić – 2019, 2020
- Dereck Lively – 2024

^ – nie wystąpił z powodu kontuzji
Trenerzy drużyn All-Star Game
- Don Nelson – 2002
- Avery Johnson – 2006

Zwycięzcy konkursu rzutów za 3 punkty
- Dirk Nowitzki – 2006

## Areny

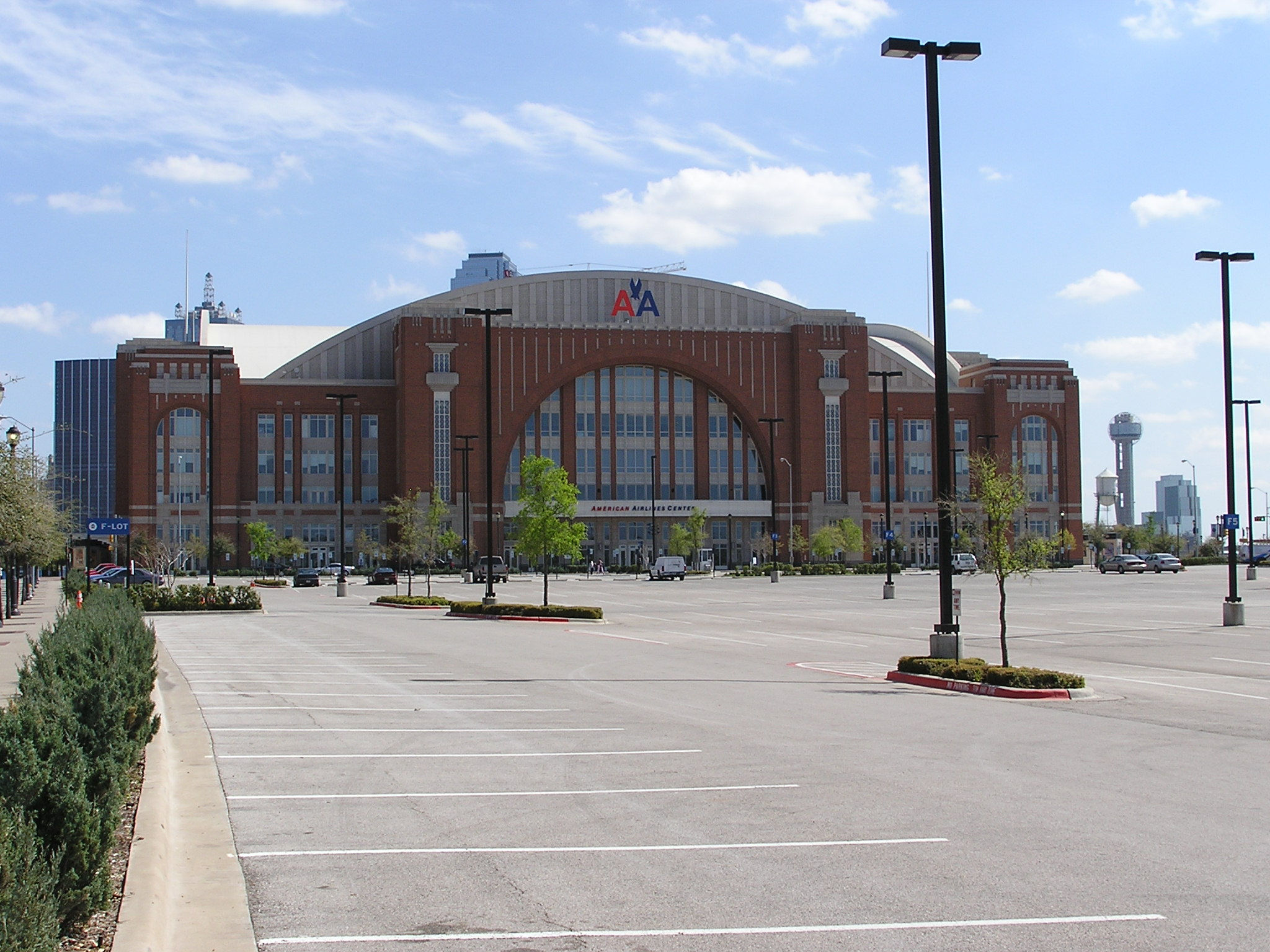
American Airlines Center obecna siedziba Mavericks (od 2001)
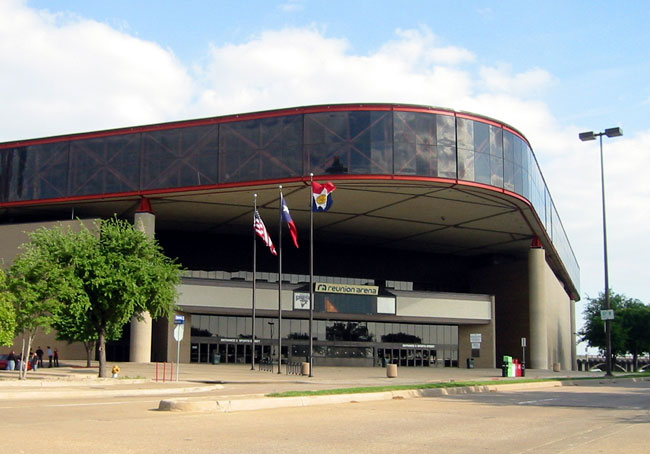
Reunion Arena (1980-2001)

## Sukcesy
| Tytuł              | Liczba | Rok |
| ------------------ | ------ | --- |
| Mistrz NBA         | 1      | 2011 |
| Mistrz Konferencji | 2      | 2006, 2011, 2024 |
| Mistrz dywizji     | 4      | 1987, 2007, 2010, 2021 |
| Występy w play-off | 24     | 1984, 1985, 1986, 1987, 1988, 1990, 2001, 2002, 2003, 2004, 2005, 2006, 2007, 2008, 2009, 2010, 2011, 2012, 2014, 2015, 2016, 2020, 2021, 2022 |

## Poszczególne sezony
Na podstawie:. Stan na koniec sezonu 2022/23
| Sezon            | Liga | Konferencja | Poz. w konf. | Dywizja   | Poz. w dyw. | Sezon regularny | Sezon regularny | Playoffs |
| Sezon            | Liga | Konferencja | Poz. w konf. | Dywizja   | Poz. w dyw. | Wyg.            | Por.            | Playoffs |
| ---------------- | ---- | ----------- | ------------ | --------- | ----------- | --------------- | --------------- | --- |
| Dallas Mavericks |      |             |              |           |             |                 |                 | |
| 1980/81          | NBA  | Zachodnia   | 12           | Midwest   | 6           | 15              | 67              | |
| 1981/82          | NBA  | Zachodnia   | 10           | Midwest   | 5           | 28              | 54              | |
| 1982/83          | NBA  | Zachodnia   | 8            | Midwest   | 4           | 38              | 44              | |
| 1983/84          | NBA  | Zachodnia   | 4            | Midwest   | 2           | 43              | 39              | Wygrana w 1. rundzie z Seattle SuperSonics (3-2) Porażka w pół. Konf. z Los Angeles Lakers (1-4)                                                                                                 |
| 1984/85          | NBA  | Zachodnia   | 4            | Midwest   | 3           | 44              | 38              | Porażka w 1. rundzie z Portland Trail Blazers (1-3) |
| 1985/86          | NBA  | Zachodnia   | 4            | Midwest   | 3           | 44              | 38              | Wygrana w 1. rundzie z Utah Jazz (3-1) Porażka w pół. Konf. z Los Angeles Lakers (2-4) |
| 1986/87          | NBA  | Zachodnia   | 2            | Midwest   | 1           | 55              | 27              | Porażka w 1. rundzie z Seattle SuperSonics (1-3) |
| 1987/88          | NBA  | Zachodnia   | 3            | Midwest   | 2           | 53              | 29              | Wygrana w 1. rundzie z Houston Rockets (3-1) Wygrana w pół. Konf. z Denver Nuggets (4-2) Porażka w finale Konf. z Los Angeles Lakers (3-4)                                                       |
| 1988/89          | NBA  | Zachodnia   | 9            | Midwest   | 4           | 38              | 44              | |
| 1989/90          | NBA  | Zachodnia   | 6            | Midwest   | 3           | 47              | 35              | Porażka w 1. rundzie z Portland Trail Blazers (0-3) |
| 1990/91          | NBA  | Zachodnia   | 12           | Midwest   | 6           | 28              | 54              | |
| 1991/92          | NBA  | Zachodnia   | 12           | Midwest   | 5           | 22              | 60              | |
| 1992/93          | NBA  | Zachodnia   | 13           | Midwest   | 6           | 11              | 71              | |
| 1993/94          | NBA  | Zachodnia   | 13           | Midwest   | 6           | 13              | 69              | |
| 1994/95          | NBA  | Zachodnia   | 10           | Midwest   | 5           | 36              | 46              | |
| 1995/96          | NBA  | Zachodnia   | 12           | Midwest   | 5           | 26              | 56              | |
| 1996/97          | NBA  | Zachodnia   | 11           | Midwest   | 4           | 24              | 58              | |
| 1997/98          | NBA  | Zachodnia   | 10           | Midwest   | 5           | 20              | 62              | |
| 1998/99          | NBA  | Zachodnia   | 11           | Midwest   | 5           | 19              | 31              | |
| 1999/00          | NBA  | Zachodnia   | 9            | Midwest   | 4           | 40              | 42              | |
| 2000/01          | NBA  | Zachodnia   | 5            | Midwest   | 3           | 53              | 29              | Wygrana w 1. rundzie z Utah Jazz (3-2) Porażka w pół. Konf. z San Antonio Spurs (1-4) |
| 2001/02          | NBA  | Zachodnia   | 4            | Midwest   | 2           | 57              | 25              | Wygrana w 1. rundzie z Minnesota Timberwolves (3-0) Porażka w pół. Konf. z Sacramento Kings (1-4)                                                                                                |
| 2002/03          | NBA  | Zachodnia   | 3            | Midwest   | 2           | 60              | 22              | Wygrana w 1. rundzie z Portland Trail Blazers (4-3) Wygrana w pół. Konf. z Sacramento Kings (4-3) Porażka w finale Konf. z San Antonio Spurs (2-4)                                               |
| 2003/04          | NBA  | Zachodnia   | 5            | Midwest   | 3           | 52              | 30              | Porażka w 1. rundzie z Sacramento Kings (1-4) |
| 2004/05          | NBA  | Zachodnia   | 4            | Southwest | 2           | 58              | 24              | Wygrana w 1. rundzie z Houston Rockets (4-3) Porażka w pół. Konf. z Phoenix Suns (2-4) |
| 2005/06          | NBA  | Zachodnia   | 4            | Southwest | 2           | 60              | 22              | Wygrana w 1. rundzie z Memphis Grizzlies (4-0) Wygrana w pół. Konf. z San Antonio Spurs (4-3) Wygrana w finale Konf. z Phoenix Suns (4-2) Porażka w finale NBA z Miami Heat (2-4)                |
| 2006/07          | NBA  | Zachodnia   | 1            | Southwest | 1           | 67              | 15              | Porażka w 1. rundzie z Golden State Warriors (2-4) |
| 2007/08          | NBA  | Zachodnia   | 7            | Southwest | 4           | 51              | 31              | Porażka w 1. rundzie z New Orleans Hornets (1-4) |
| 2008/09          | NBA  | Zachodnia   | 6            | Southwest | 3           | 50              | 32              | Wygrana w 1. rundzie z San Antonio Spurs (4-1) Porażka w pół. Konf. z Denver Nuggets (1-4) |
| 2009/10          | NBA  | Zachodnia   | 2            | Southwest | 1           | 55              | 27              | Porażka w 1. rundzie z San Antonio Spurs (2-4) |
| 2010/11          | NBA  | Zachodnia   | 3            | Southwest | 2           | 57              | 25              | Wygrana w 1. rundzie z Portland Trail Blazers (4-2) Wygrana w pół. Konf. z Los Angeles Lakers (4-0) Wygrana w finale Konf. z Oklahoma City Thunder (4-1) Wygrana w finale NBA z Miami Heat (4-2) |
| 2011/12          | NBA  | Zachodnia   | 7            | Southwest | 3           | 36              | 30              | Porażka w 1. rundzie z Oklahoma City Thunder (0-4) |
| 2012/13          | NBA  | Zachodnia   | 10           | Southwest | 4           | 41              | 41              | |
| 2013/14          | NBA  | Zachodnia   | 8            | Southwest | 4           | 49              | 33              | Porażka w 1. rundzie z San Antonio Spurs (3-4) |
| 2014/15          | NBA  | Zachodnia   | 7            | Southwest | 4           | 50              | 32              | Porażka w 1. rundzie z Houston Rockets (1-4) |
| 2015/16          | NBA  | Zachodnia   | 6            | Southwest | 2           | 42              | 40              | Porażka w 1. rundzie z Oklahoma City Thunder (1-4) |
| 2016/17          | NBA  | Zachodnia   | 11           | Southwest | 5           | 33              | 49              | |
| 2017/18          | NBA  | Zachodnia   | 13           | Southwest | 4           | 24              | 58              | |
| 2018/19          | NBA  | Zachodnia   | 14           | Southwest | 5           | 33              | 49              | |
| 2019/20          | NBA  | Zachodnia   | 7            | Southwest | 2           | 43              | 32              | Porażka w 1. rundzie z Los Angeles Clippers (2-4) |
| 2020/21          | NBA  | Zachodnia   | 5            | Southwest | 1           | 42              | 30              | Porażka w 1. rundzie z Los Angeles Clippers (3-4) |
| 2021/22          | NBA  | Zachodnia   | 4            | Southwest | 2           | 52              | 30              | Wygrana w 1. rundzie z Utah Jazz (4-2) Wygrana w pół. Konf. z Phoenix Suns (4-3) Porażka w finale Konf. z Golden State Warriors (1-4)                                                            |
| 2022/23          | NBA  | Zachodnia   | 11           | Southwest | 3           | 38              | 44              | |